# Leonor Terry
Leonor Irma Terry Quirno Costa, más conocida como Leonor Terry (Buenos Aires, 17 de septiembre de 1880 - Buenos Aires, 5 de agosto de 1969) fue una pintora, dibujante y grabadora argentina, dedicada especialmente al academicismo realista. Formó parte de una familia de la alcurnia porteña de fines del siglo xix. Sus hermanos, todos ellos sordos al igual que ella, también se dedicaron al arte pictórico. A partir de una nueva mirada feminista de la historia del arte se ha recuperado su rol en el arte argentino y su doble rol de artista en un ambiente dominado por hombres, y como integrante de la cultura sordomuda.

## Biografía
Leonor Terry Quirno Costa nació en Buenos Aires el 17 de septiembre de 1880, en el seno de una familia con importante influencia política de origen francés. Su padre fue José A. Terry, un reconocido político, que se desempeñó como Ministro de Hacienda durante la presidencia de distintos presidentes de la generación del 80, y su madre Leonor Quirno Costa, su prima. Leonor tuvo un hermano llamado José y otra hermana Sotera. Los tres hermanos Terry Quirno eran sordos y se dedicaron a la pintura. Otros dos hermanos fallecieron a corta edad.
De chica comenzó a estudiar arte con el maestro Reinaldo Giúdici, para luego continuar sus estudios en Europa entre 1907 y 1908, viviendo tanto en París como en Suiza, donde tomo clases con distintos maestros. Posteriormente, a lo largo de su vida, regresaría en varias oportunidades a Europa, donde recorrió diversos países como España, Bélgica, Holanda, Italia e Inglaterra. Desarrolló un estilo academicista, dedicándose especialmente a la pintura de las flores, el retrato y el paisaje y costumbres del noroeste argentino, empleando un estilo realista.
En la Argentina participó en diversos salones de exhibiciones en las ciudades de Buenos Aires, Santa Fe, Paraná, Rosario, La Plata, Bahía Blanca, San Rafael, Pergamino, Catamarca, Tandil, Mar del Plata, Córdoba entre los años 1919 y 1954. También realizó exhibiciones individuales en la Asociación Amigos del Arte en 1931 y algunas galerías de Buenos Aires y Mar del Plata entre 1931 y 1953, este última en el Club Argentino de Mujeres Peronistas de 1950 a 1953. Entre los premios que cosechó a lo largo de su carrera artística se destacan la Medalla de Oro en el IV Salón Femenino de Buenos Aires, así como el Premio Estímulo en el V Salón de Artistas Plásticos. También logro obtener un Primer Premio, un Segundo Premio, un Diploma en varios eventos del Salón Argentino de Buenos Aires.
También se dedicó a la docencia, ya que en 1931 comenzó a dar clases en la Escuela Superior de Bellas Artes “Ernesto de la Cárcova”, y en la Escuela Normal N.º 6 de Buenos Aires. En el año 1966 la Asociación de Sordomudos de Ayuda Mutua de la Argentina le brindaron un homenaje al cumplir los setenta años con la pintura. A su vez, a comienzos de la década de 1950 dieron impulso al básquet femenino con la creación de un equipo de básquet femenino nacional.
Falleció en Buenos Aires el 5 de agosto de 1969. Parte de sus obras se encuentran en el Museo Regional de Pintura José Antonio Terry en la ciudad de Tilcara (provincia de Jujuy), así como en diversos museos de la Argentina, como el Museo Nacional de Bellas Artes, el Museo Provincial Rosa Galisteo de Rodríguez de Santa Fe y el Museo de Bellas Artes de La Plata.